# Tristan Prattley
Tristan Prattley (2 de agosto de 1988 en Dunedin) es un futbolista neozelandés que juega de defensor en el Eastern Suburbs de la Stirling Sports Premiership.

## Carrera
Comenzó su carrera en el 2007 jugando para el Otago United, se convirtió rápidamente en el capitán y uno de los jugadores emblemas del equipo de Dunedin. A principios de 2013, debido a sus buenas actuaciones, fue contratado por el Waitakere United. En 2015 regresó al Otago, que había sido renombrado como Southern United, aunque dejaría el elenco nuevamente en 2016 para sumarse al Eastern Suburbs, que recién había ingresado a la liga nacional.

### Clubes
| Club                          | País          | Año             |
| ----------------------------- | ------------- | --------------- |
| Otago United                  | Nueva Zelanda | 2007 - 2012     |
| Waitakere United              | Nueva Zelanda | 2013 - 2015     |
| Southern United Football Club | Nueva Zelanda | 2015 - 2016     |
| Eastern Suburbs               | Nueva Zelanda | 2016 - Presente |

### Selección nacional
Fue convocado por Neil Emblen para representar a la selección neozelandesa Sub-23 en el Torneo Preolímpico de la OFC 2012, que los Kiwis terminarían ganando.

## Palmarés
| Título                | Club             | País          | Año     |
| --------------------- | ---------------- | ------------- | ------- |
| Preolímpico de la OFC | Selección Sub-23 | Nueva Zelanda | 2012    |
| ASB Premiership       | Waitakere United | Nueva Zelanda | 2012-13 |